# NGC 4148
NGC 4148 (również PGC 38704 lub UGC 7158) – galaktyka spiralna (S0-a), znajdująca się w gwiazdozbiorze Psów Gończych. Odkrył ją Heinrich Louis d’Arrest 7 lutego 1866 roku.